# Casa Luján
La Casa Luján és una obra de Palau-solità i Plegamans (Vallès Occidental) inclosa a l'Inventari del Patrimoni Arquitectònic de Catalunya.
És una casa de segona residència, construïda els anys 1959-1962 pels arquitectes Martorell, Bohigas i Mackay.

## Descripció
És una petita casa unifamiliar, adaptada al desnivell del terreny, amb jardí posterior i garatge al nivell inferior. A l'entrada hi ha una rampa d'accés a l'habitatge, la porta del qual es troba a la dreta. D'aquesta rampa surten dos petits trams d'escala: el de l'esquerra dona a un caminet que connecta amb el jardí posterior; i el de la dreta es perllonga en un passadís que, seguint el perímetre de la casa, dona al garatge. El conjunt es divideix en dos sectors independents (zona de dia i zona de nit), coberts amb voltes a la catalana. Les obertures de l'edifici es troben distribuïdes irregularment. Els materials emprats per a la construcció de l'edifici són el maó vist i el formigó.